# Нуркен
Нурке́н (каз. Нүркен) — село у складі Актогайського району Карагандинської області Казахстану. Адміністративний центр Нуркенського сільського округу.
Населення — 366 осіб (2021; 414 у 2009, 796 у 1999, 636 у 1989).
Національний склад станом на 1989 рік:
- казахи — 100 %.